# Sistema de pensiones en Estados Unidos
El sistema de pensiones en Estados Unidos se estructura en distintos niveles de protección, con unas prestaciones públicas de la seguridad social, con un carácter redistributivo hacia las rentas inferiores, en el que las prestaciones caen a medida que aumenta el nivel de renta. Las pensiones públicas se combinan con una amplia implantación de los planes de pensiones en su doble ámbito, privado y empresarial.

## Pilar cero (no contributivo): Seguridad de ingreso suplementario
La seguridad de ingreso suplementario (Supplemental Security Income) es una pensión de carácter complementario a la de la Seguridad Social que se financia vía impuestos y que tiene como finalidad proteger a los mayores de sesenta y cinco años con pocos ingresos. Su cuantía depende del resto de los ingresos y el patrimonio de la persona. Se financia vía impuestos.

## Pilar uno (contributivo): Pensión de la seguridad social
La segunda línea del sistema de pensiones de Estados Unidos está compuesta por la pensiones de la seguridad social  (Old Age, Survivor and Disability Insurance -OASDI-, también denominado Retirement Insurance Benefits), un programa público, creado en 1935 por la “Social Security Act”, basado en un sistema contributivo y de reparto. Los beneficiarios son las personas en edad de jubilación que hayan cotizado más de diez años. La edad de jubilación para cobrar la pensión completa son los 67 años, aunque se puede adelantar desde 62 pero entonces la pensión se reduce y se puede demorar hasta los 70.
Para los trabajadores, la cotización es del 12,4% del salario, repartido el 6,2% a cargo de la empresa y otro 6,2% a cargo de los empleados.
El cálculo de la pensión se realiza con el salario de los treinta y cinco años con mayor importe salarial, que se actualizan que el cotizante  cumple 60 años. La prestación máxima en 2020, ascendía a 2.861 dólares mensuales para la edad normal de jubilación. Las pensiones se actualizan anualmente de acuerdo con el incremento del coste de vida.

## Pilar dos (planes de empresa colectivos)
El sistema privado de pensiones de Estados Unidos cubre aproximadamente a un 80 % de la población en edad laboral y supone el mercado de pensiones más grande de la OCDE, que abarca el 64 % de los activos de pensiones del área de esta organización. Dentro de él, destacan los planes de tipo empresarial u ocupacional, que son promovidos por las entidades empleadoras sean de carácter privado o público o en otros casos son ofrecidos por los sindicatos dentro de la negociación laboral. Aunque las características pueden ser muy diferentes se pueden agrupar en planes de contribución definida, de aportación definida o híbridos. Entre los más extendidos está el "Sistema 401(k)" en el que participan alrededor de setenta millones de trabajadores.

## Pilar tres (planes de pensiones de carácter individual)
El último nivel estaría constituido por los planes de pensiones individuales (individual retirement account) promovidos por entidades financieras, son sistemas de ahorro individual dirigido a la jubilación y con determinadas ventajas fiscales.